# فريج الهرشاني
فريج مغتر فريج العميرة الهاجري والمشهور ب(فريج الهرشاني) (1963 - 2009)، مطرب ومؤلف وملحن كويتي، وهو من فناني الفن شعبي في الكويت والخليج.

## عن حياته
ولد الفنان فريج الهرشاني في مدينة الكويت ، وهو من جيل المطربين الذين ظهروا في أول الثمانينيات ، وقد تعلم العزف علي آلة عود في عام 1975 وبدا رحلة الفن والغناء مبكرا ، فكتب كلمات الأغنيات ووضع ألحاناً لها تتعلق بفنون منطقة الخليج والجزيرة العربية وغناها، وذلك على مدى أكثر من 30 عاماً من العطاء في مجال الأغنية الشعبية، وتحديداً اللون الشعبي الذي تميّز به في جلسات السمر والحفلات الخاصة والعامة، في وقت يسعى معظم المطربين والملحنين من جيله إلى الأغنية السريعة الخفيفة، البعيدة عن الطرب والألحان الشرقية الأصيلة ، وهو إبن عم الفنان دريع الهاجرى .

## أشهر الأغاني التي غناها
- كريم يابارق سرا.
- قال منهو يخيل البرق.
- تلهف خاطري.
- عقب ماصار.
- عقب اللي جرا صرت ضدي.
- يابنت انا طالبك.
- مدري بكى حلم ولا ليلتن غبره.
- انا البارحه .
- جيتك بنفسي.
- والله اني من المجمول.
- كل الخطايا تهون.
- مال الصدود الا الصدود.
- بشروني ياهوى البال بالرده.
- ياناس خلوه يزعل لاتراضونه.
- هذاك اول تقول الخطا مرجوع.
- يابنت انا طالبك.
- بلاني.
- ياضيقة.
- انا لي عيون .
- الليل يلجواد .
- يامن في قلبي غلاه.
- تعالي.
- طعني ما دام الجروح .
- صغار وجدادي.
- ارحم حبيبي .
- صابني ماكفاني.
- محتاج لك حيل والله يقطع الحاجه.

## وفاته
توفي الفنان فريج الهرشاني بنوبة قلبية مفاجئة في مساء يوم الثلاثاء الموافق 17 فبراير من عام 2009 ، عن عمر ناهز ال46 عاما.

## أنظر ايضا
- ضويحي بن رميح